# Giovanni Archinto
 Giovanni Archinto (né le 10 août 1736 à Milan et mort le 9 février 1799 dans la même ville) est un cardinal italien du XVIIIe siècle.

## Biographie
Giovanni Archinto exerce plusieurs fonctions au sein de la curie romaine. Il est nommé archevêque titulaire de Philippes (de) en 1766 et est consacré le 8 décembre de la même année par Clément XIII avec comme co-consécrateurs Scipione Borghese et Ignazio Reali. Il est envoyé comme nonce apostolique dans le grand-duché de Toscane (en). Il est nommé préfet du palais apostolique en 1770.
Le pape Pie VI le crée cardinal in pectore lors du consistoire du 15 avril 1776. Sa création est publiée au mois de mai suivant. Archinto est nommé préfet de la Congrégation des rites en 1781. En 1785-1786 il est camerlingue du Sacré Collège.
Il est un arrière-neveu et neveu des cardinaux Giuseppe Archinto, Alberico Archinto et Vitaliano Borromeo.

## Succession apostolique
Giovanni Archinto a ordonné les évêques suivants :
- Archevêque Andrea Ratti (1776)
- Évêque Nicola Pietro Andrea Zoppetti, O.E.S.A. (1785)